# Бураккер
Бураккер (нід. Boerakker, нід. вимова: [buːˈrɑ.kər]) — село в нідерландській провінції Гронінген. Входить до муніципалітету Вестерквартір.
Його площа становить 0,65км², а населення станом на 2021 рік складало 800 осіб.

## Галерея

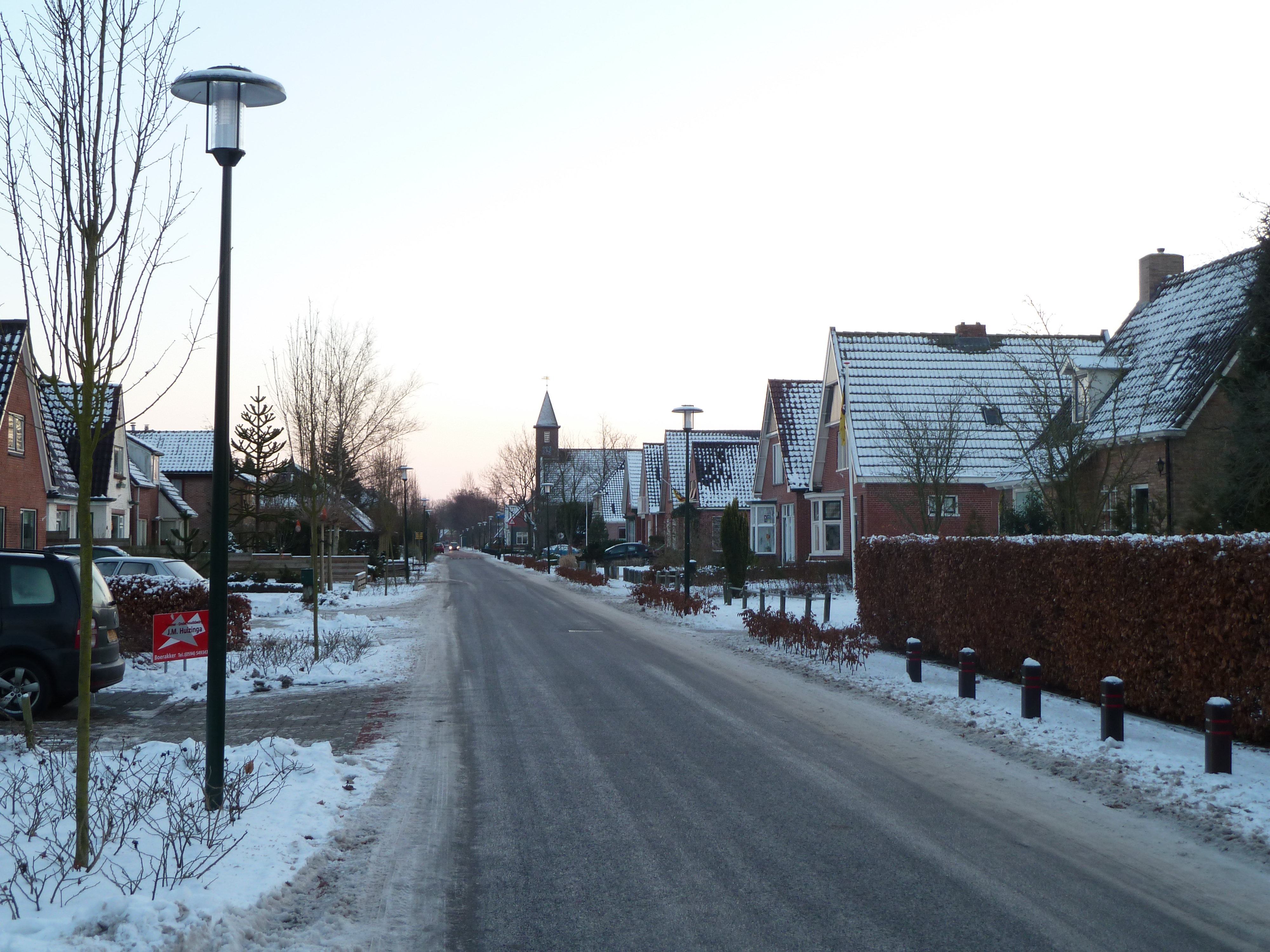
Головна вулиця села
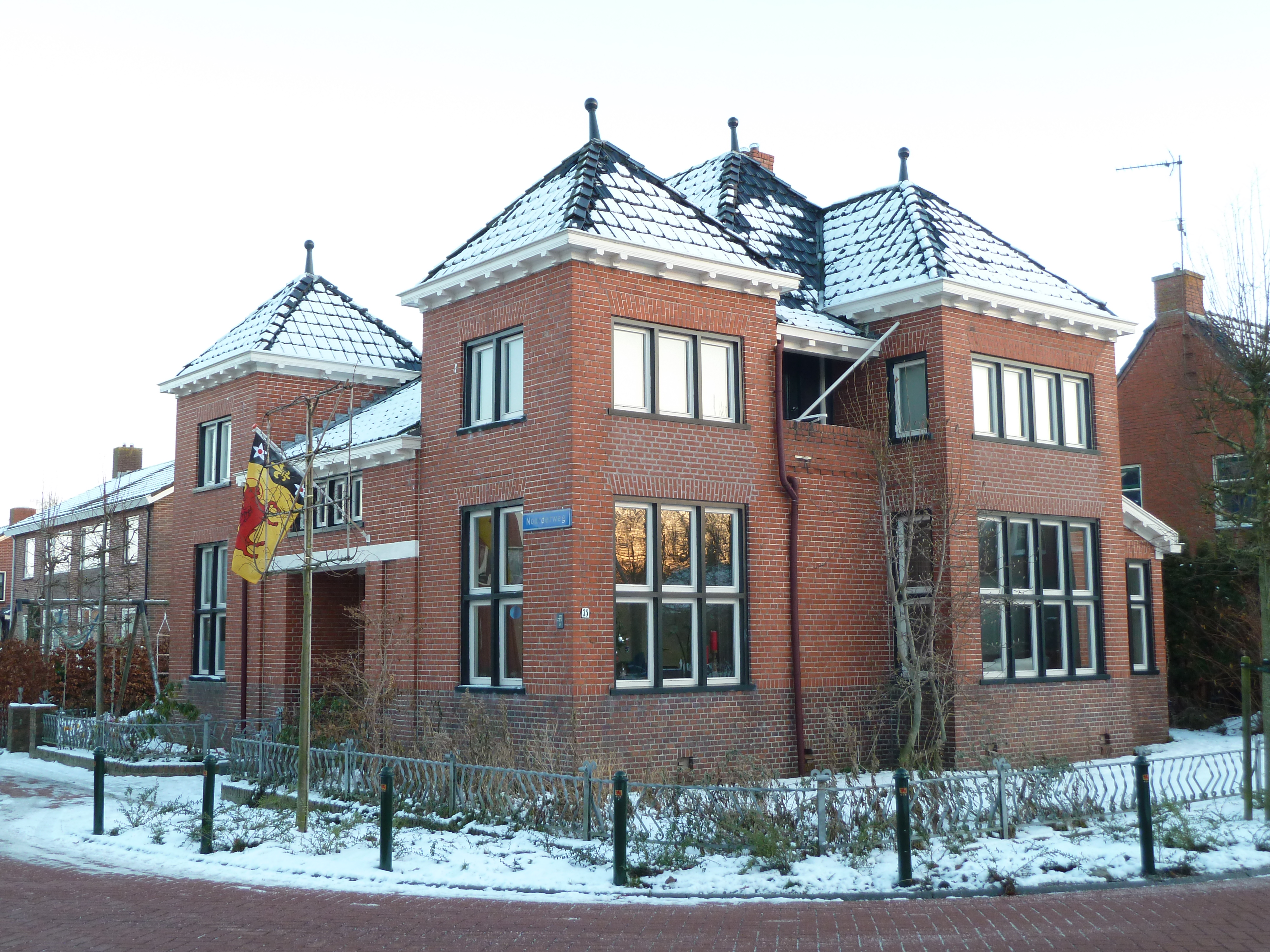
Пресвітерій реформистської церкви
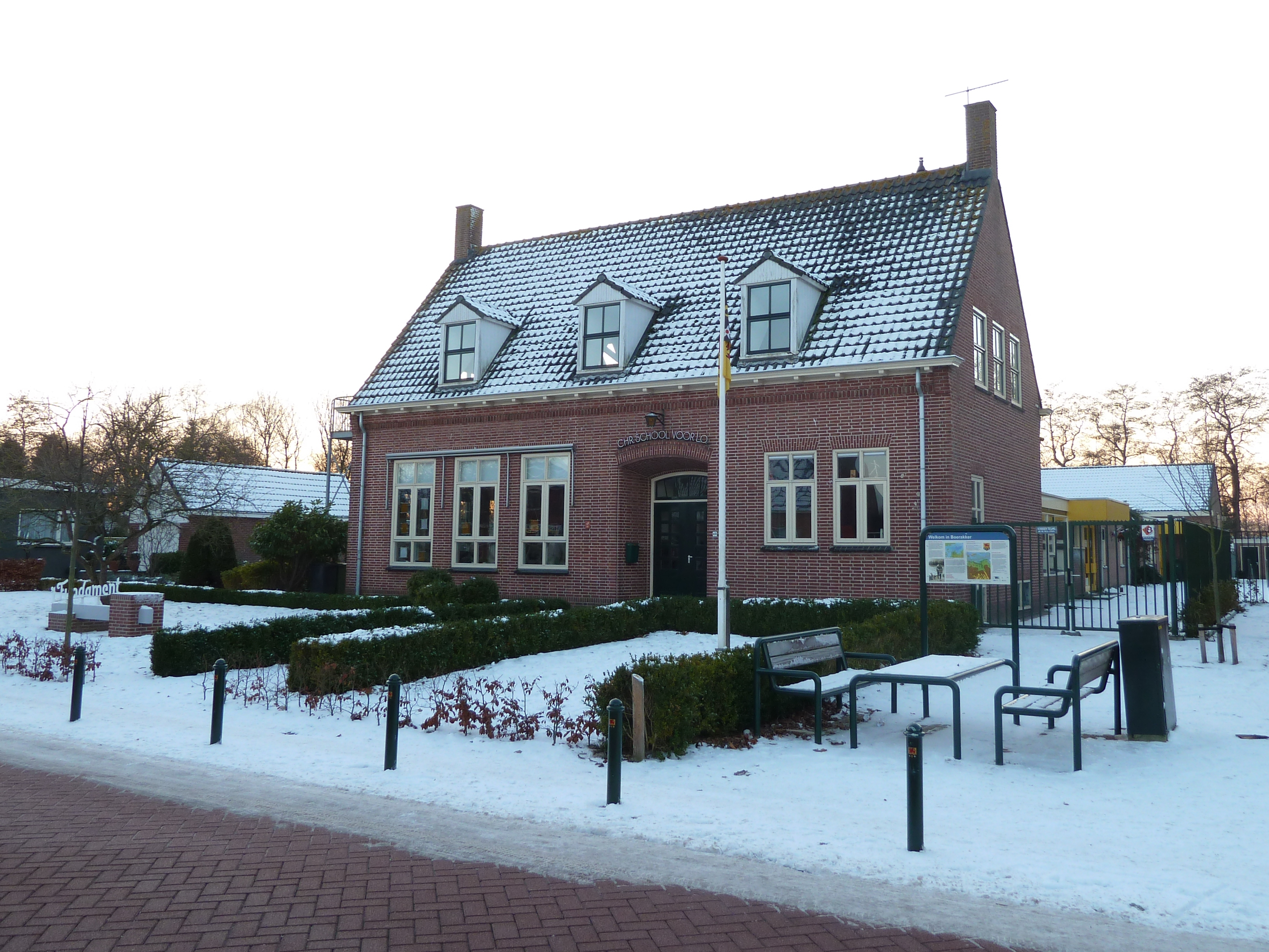
Початкова школа